# Список глав государств в 36 году
| 35 ← Список глав государств по годам → 37 |

## Африка
- Мавретания — Птолемей, царь (23 — 40)
- Мероитское царство — Писакар, царь (ок. 28 — ок. 37)

## Азия
- Адиабена — Изат II, царь (ок. 34 — ок. 55)
- Анурадхапура — междуцарствие (35 — 38)
- Великая Армения — Митридат, царь (35 — 37, 42 — 51)
- Иберия — Фарсман I, царь  (1 — 58)
- Индо-парфянское царство — Гондофар I, царь (ок. 19 — ок. 46)
- Китай (династия Восточная Хань) — Гуан У-ди (Лю Сю), император (25 — 57)
- Корея (Период Трех государств):
  - Когурё — Тэмусин, тхэван (18 — 44)
  - Пэкче — Тару, тхэван (29 — 77)
  - Силла — Юри, исагым (24 — 57)
- Кушанское царство — Куджула Кадфиз, царь (ок. 30 — ок. 80)
- Набатейское царство — Арета IV Филопатрис, царь (9 до н. э. — 40)
- Осроена — Абгар V, царь (4 до н.э. — 7, 13 — 50)
- Парфия:
  - Тиридат III, шах (35 — 36)
  - Артабан II (III), шах (12 — 35, 36 — 38)
- Понтийское царство — Пифодорида, царица (8 до н.э. — 38)
- Сатавахана — Гауракришна, махараджа (31 — 56)
- Хунну — Юй, шаньюй (18 — 46)
- Элимаида — Ород I,  царь (ок. 25 — ок. 50)
- Япония — Суйнин, тэнно (император) (29 до н. э. — 70 н. э.)

## Европа
- Атребаты — Верика, вождь (15 — 40)
- Боспорское царство — Аспург, царь (8 до н.э. — 38)
- Дакия — Скорило, вождь (29 — 68)
- Ирландия:
  - Ферадах Финдфехтнах, верховный король (14 — 36)
  - Фиата Финн, верховный король (36 — 39)[1]
- Катувеллауны — Кунобелин, вождь (ок. 9 — 43)
- Римская империя:
  - Тиберий, римский император (14—37)
  - Секст Папиний Аллиен, консул (36)
  - Квинт Плавтий, консул (36)
- Фракийское царство — Реметалк II, царь (18/19 — 38)

## Галерея

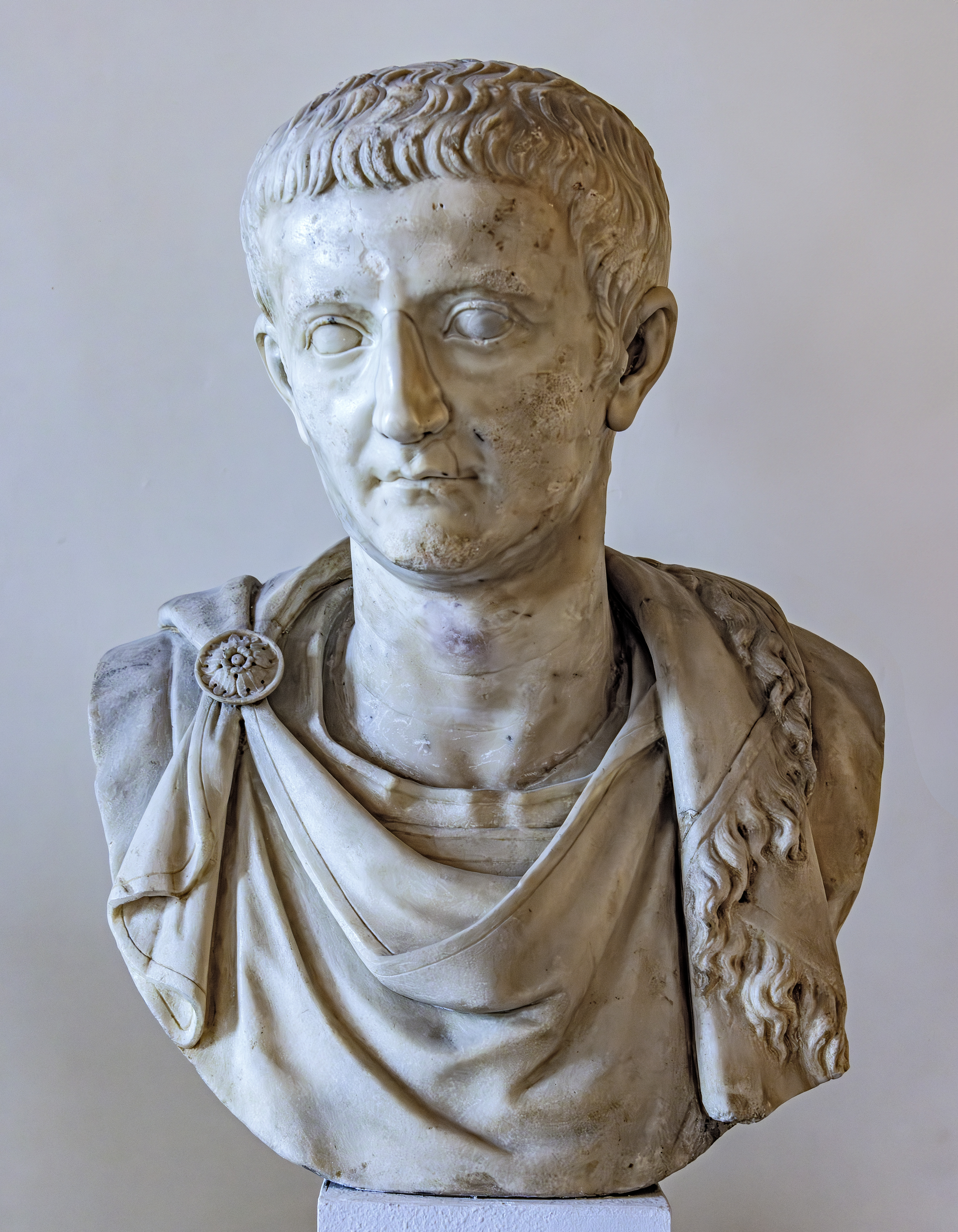
Тиберий 14—37 Император Римской империи
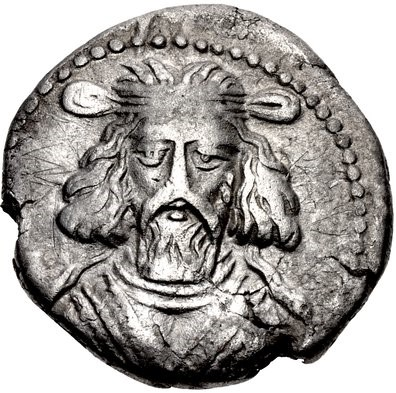
Артабан II (III) 12—35, 36—38 Царь Парфии
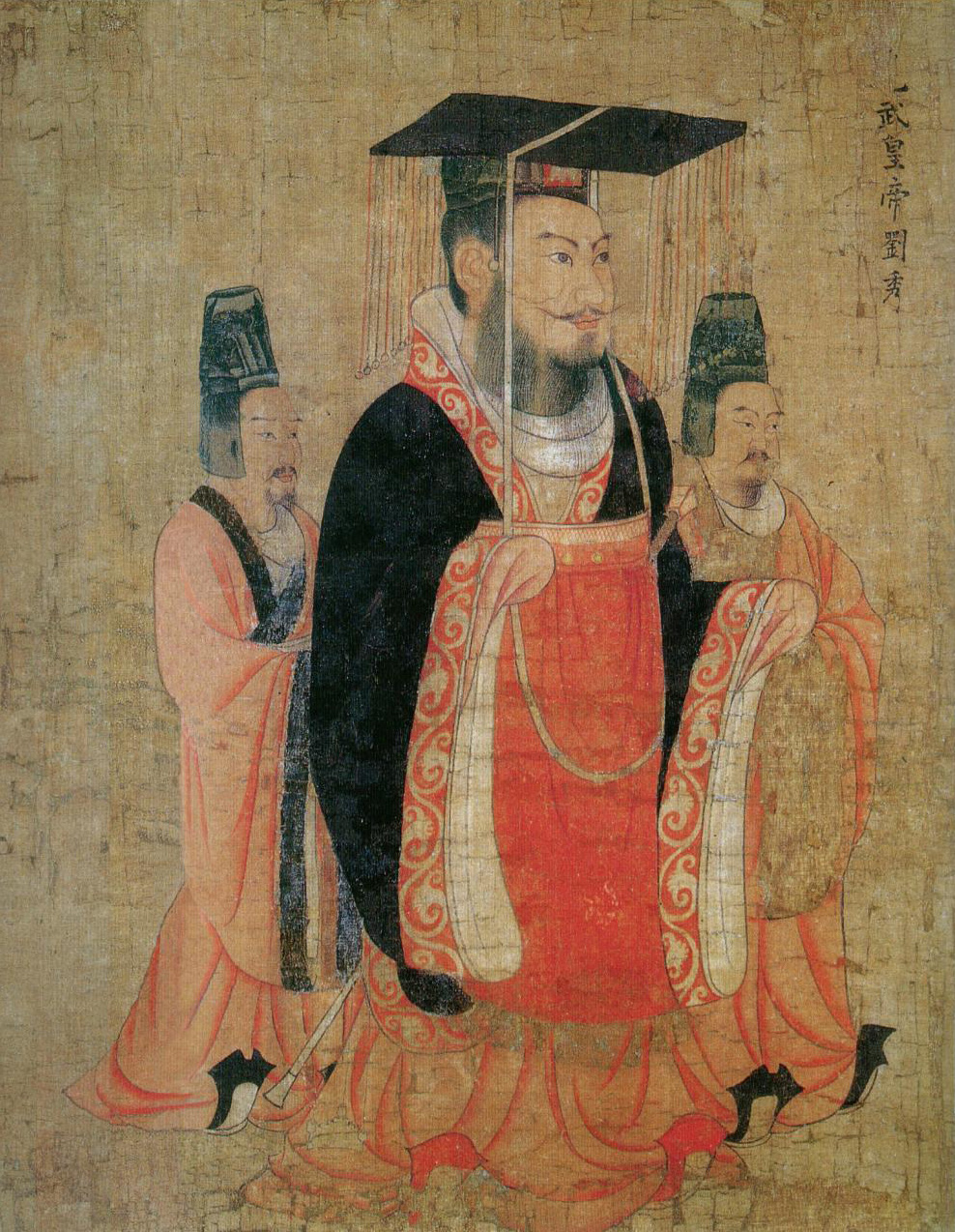
Гуан У-ди 25—57 Император Восточной Хань
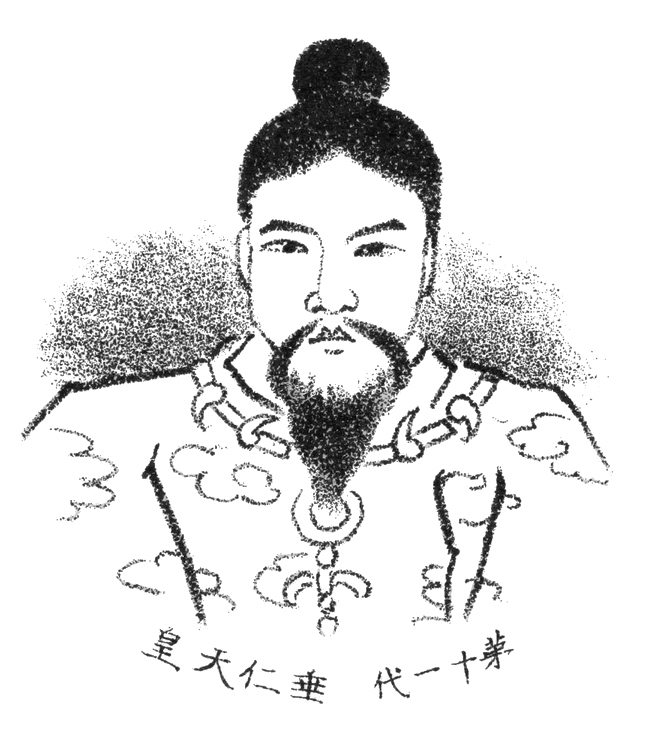
Суинин 29 до н.э.—70 Император Японии